# گمینا لیزبارک
گمینا لیزبارک (به لهستانی:  Gmina Lidzbark) یک گمینا در لهستان است که در شهرستان جاودووو واقع شده‌است. گمینا لیزبارک ۲۵۵٫۶۷ کیلومتر مربع مساحت و ۱۴٬۷۱۰ نفر جمعیت دارد.